# Nocticanace litoralis
Nocticanace litoralis är en tvåvingeart som beskrevs av Mercedes Delfinado 1971. Nocticanace litoralis ingår i släktet Nocticanace och familjen Canacidae.
Artens utbredningsområde är Taiwan. Inga underarter finns listade i Catalogue of Life.